# Carole James

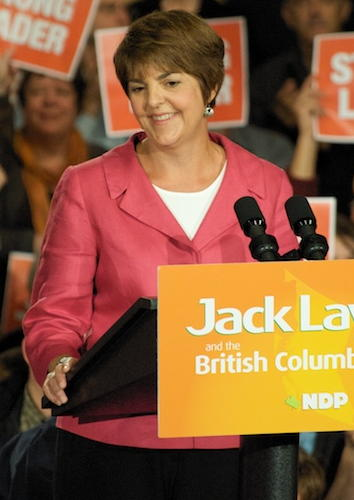
Carole James en 2008.

Carole Alison James, née le 22 décembre 1957 à Dukinfield, en Angleterre, est une femme politique canadienne. 
De 2017 à 2020, elle est vice-première ministre et ministre des Finances de la Colombie-Britannique au sein du gouvernement de John Horgan. Elle a été chef de l'opposition officielle à l'Assemblée législative de la Colombie-Britannique et chef du Nouveau Parti démocratique de la Colombie-Britannique.

## Biographie
Carole James grandit à North Battleford (Saskatchewan) et à Victoria (Colombie-Britannique). Elle siège à la commission scolaire de Greater Victoria de 1990 à 2001, incluant sept mandats en tant que présidente.

## Carrière politique
Après avoir a été défaite en 2001 sous la bannière du Nouveau Parti démocratique dans Victoria-Beacon-Hill face au libéral Jeff Bray (en), elle remporte la circonscription en 2005 et est réélue en 2009, 2013 et 2017. En mars 2020, elle annonce son intention de ne pas se représenter en raison de problèmes de santé.

## Chef du NPDCB
Elle est élue chef du NPD le 23 novembre 2003. À l'époque, la morale du parti est au plus bas à la suite de l'élection de 2001, qui avait réduit la caucus néo-démocrate à seulement 2 sièges à l'Assemblée législative. Au cours de sa campagne à l'investiture, James promet de moderniser l'idéologie du NPD et ses structures internes pour gagner une plus grande base électorale, ce qui suscite toutefois la colère chez les militants plus traditionnels du parti.
Au cours de l'élection générale de 2005, James s'appuie beaucoup sur son nom et son image, comme Ujjal Dosanjh avant elle. Le soir du scrutin, James en surprend plusieurs avec son très bon résultat, remportant 41,52 % des voix (une hausse de 19,96 % depuis l'élection de 2001) et 33 des 79 sièges à l'Assemblée législative. James est élue dans sa propre circonscription de Victoria-Beacon-Hill avec 57,21 % des voix, défaisant le député libéral sortant Jeff Bray par une très grande marge.

## Source
- (en) Cet article est partiellement ou en totalité issu de l’article de Wikipédia en anglais intitulé « Carole James » (voir la liste des auteurs).